# Then He Kissed Me
Singles de The Crystals
Da Doo Ron Ron
(1963) Little Boy
(1964)
Then He Kissed Me est une chanson du girl group américain Les Crystals.
Publiée en single sous le label Philles Records en 1963, elle a atteint la 6e place du Hot 100 du magazine musical américain Billboard.
En 2004, Rolling Stone a classé cette chanson, dans la version originale des Crystals, 473e sur sa liste des « 500 plus grandes chansons de tous les temps ». (En 2010, le magazine rock américain a mis à jour sa liste, et la chanson ne figure plus là-dessus.)

## Composition
La chanson a été écrite par Phil Spector, Ellie Greenwich et Jeff Barry. L'enregistrement des Crystals a été produit par Phil Spector.

## Version de Kiss
La chanson a été notamment reprise (sour le titre Then She Kissed Me) par le groupe Kiss sur leur album Love Gun (1977).